# Eublemma carterotata
Eublemma carterotata là một loài bướm đêm trong họ Erebidae.